# Bagan (Baganski)
Bagan (russisch Бага́н) ist ein Dorf (selo) in der Oblast Nowosibirsk in Russland mit 5510 Einwohnern (Stand 14. Oktober 2010).

## Geographie
Der Ort liegt etwa 350 km Luftlinie westsüdwestlich des Oblastverwaltungszentrums Nowosibirsk im äußersten Süden der Barabasteppe, die dort in die Kulundasteppe übergeht. Er befindet sich am linken Ufer des Unterlaufes des namensgebenden Flusses Bagan, der sich westlich des Ortes im trockenen Steppengebiet in Richtung der gut 50 km entfernten Grenze zu Kasachstan verliert.
Bagan ist Verwaltungszentrum des Rajons Baganski sowie Sitz der Landgemeinde (selskoje posselenije) Baganski selsowet, zu der außerdem die Dörfer Botschanicha (9 km nördlich), Gneduchino (7 km nördlich), Stretinka (7 km südöstlich) und Tytschkino (8 km östlich) gehören.

## Geschichte
Der Ort entstand 1914 während des Baus der Eisenbahnstrecke von Tatarsk an der Transsibirischen Eisenbahn über Karassuk nach Slawgorod; 1917 erhielt er den Status eines Dorfes. 1925 kam Bagan zum neu gegründeten Andrejewski rajon mit Verwaltungssitz im gut 30 km südsüdwestlich gelegenen Dorf Andrejewka. Nach seiner zwischenzeitlichen Auflösung am 17. Januar 1931 wurde der Rajon zum 18. Januar 1935 wiedergegründet, gehörte ab 28. September 1937 zur neu geschaffenen Region Altai, ab 13. August 1944 zur Oblast Nowosibirsk. Im Oktober 1946 wurde der Verwaltungssitz unter Beibehaltung des Rajonnamens nach Bagan verlegt. Erst nach der erneuten Auflösung am 13. März 1963 und Wiederherstellung am 3. November 1965 erhielt der Rajon seine heutige Bezeichnung nach dem Ort.

### Bevölkerungsentwicklung
| Jahr | Einwohner |
| ---- | --------- |
| 1959 | 5204      |
| 1970 | 5092      |
| 1979 | 5755      |
| 1989 | 6224      |
| 2002 | 5878      |
| 2010 | 5510      |

Anmerkung: Volkszählungsdaten

## Verkehr
In Bagan befindet sich die gleichnamige Station bei Kilometer 169 der auf diesem Abschnitt 1917 eröffneten Eisenbahnstrecke Tatarskaja – Kulunda. Östlich wird das Dorf durch die Regionalstraße 50K-01 umgangen. Diese folgt der Bahnstrecke von Tatarsk, wo Anschluss an die föderale Fernstraße R254 Irtysch (ehemals M51) von Tscheljabinsk über Omsk nach Nowosibirsk besteht, über Kupino und von Bagan weiter nach Karassuk an der Regionalstraße 50K-17 Nowosibirsk – kasachische Grenze (ehemals R382).